# Івасюк Михайло Григорович
Миха́йло Григо́рович Івасю́к (25 листопада 1917, Кіцмань, Чернівецька область — 5 лютого 1995, Чернівці) — український письменник, літературознавець, фольклорист, педагог, громадський та культурний діяч, батько Володимира Івасюка.

## Біографія
Народився 25 листопада 1917 р. у невеликому буковинському містечку Кіцмань у сім'ї національно свідомих українців. Батько, Григорій Іванович. Мати, Олександра Василівна, будучи неписьменною, зналася на фольклорі.
Освіту здобував у ліцеях Кіцманя та Чернівців, проте за усі ці тринадцять років він жодного дня не навчався по-українськи. Щоправда, блискуче опанував румунську, а з нею — латину, французьку, німецьку, польську мови. Восени 1939 року вступив до університету, проте вже через кілька місяців був відрахований через неспроможність заплатити за навчання. Щоб уникнути загрози опинитися у румунському війську, Михайло переходить румуно-радянський кордон у припрутському селі Завалля, аби продовжити навчання в одному з радянських університетів. Натомість він потрапляє до в'язниці — Станіслав, Львів, Одеса, Харків, Москва. Відбував ув'язнення в гулагівських бараках. Але навіть там Михайло продовжує зростати інтелектуально. Він оволодіває медичними навичками, знайомиться з інтелігентними людьми, серед яких Л. О. Зільбер, рідний брат Веніаміна Каверіна; донька Маршала Тухачевського Світлана Михайлівна та інші високоосвічені люди. У цей же період Івасюк навіть збирає власну бібліотеку з півсотні книг, серед яких були твори Тараса Шевченка, Лесі Українки, Павла Тичини.
У 1946 р. Івасюк повертається до Кіцманя. Викладає в місцевій десятирічці й сільгоптехнікумі. Водночас вивчає французьку філологію у Чернівецькому університеті, який закінчує у 1949 році. У ці роки більшої ваги набирає його літературна діяльність, переходить до написання прози. У 1964 році розпочинає викладацьку роботу в Чернівецькому університеті на кафедрі української літератури, де передає свої знання з філології студентам упродовж 23-х років (1964—1987 рр.). Спочатку — у ранзі старшого викладача, а після захисту кандидатської дисертації про життя і творчість Сильвестра Яричевського — доцента.
Вагомий внесок Михайла Івасюка до літературно-мистецької скарбниці відзначено Літературною премією імені Дмитра Загула (1992) та Літературно-мистецькою премією імені Сидора Воробкевича (1993).
Помер Михайло Івасюк 5 лютого 1995 року в Чернівцях. Похований на Руському кладовищі.
У 1998 році ім'я Михайла Григоровича Івасюка було присвоєно Чернівецькій обласній науковій бібліотеці.

## Творчість
Михайло Івасюк починав з віршів. Найперші склав іще дитиною у своєрідному співавторстві з матір'ю Олександрою Василівною, котра не вміла ні читати, ні писати, але тонко відчувала ритм та образне слово, пам'ятала силу-силенну пісень і казок. Вже ставши справжнім письменником, включив записані від матері казки, балади, пісні до своїх фольклорних видань: «Казки Буковини. Казки Верховини» (1968), «Чарівне горнятко» (1971).
Згодом став складати вірші без маминої допомоги, а в середині 30-х років у чернівецькому дитячому журналі «Українська ластівка» з'явилася його першопублікація «Розкажу тобі казку». В ті ж роки побачила світ івасюкова поезія про страшний голодомор, влаштований сталінськими опричниками на радянській Україні. Були серед юнацького доробку молодого автора й вірші іншого плану. Частина їх склала розділ «Поезії 30-х років» у збірці «Елегії для сина» (1991), пройнятій почуттям великого болю і великої любові.
З прозовими творами Михайло Івасюк виступає від початку 50-х. Перша його повість «Чуєш, брате мій» (1957), яку ще в рукопису поблагословила Ірина Вільде, трансформувалася невдовзі в роман «Червоні троянди» (1960). А по тому, як з'явилася збірка оповідань «Відламана галузка» (1963), повісті «Двобій» (1967) та «Весняні громовиці» (1970), романи «Вирок» (1975) і «Серце не камінь» (1978), вона ж відзначила, що М. Івасюк — письменник, який «має свою улюблену тему, свій стиль і художницьке світобачення»
У романній-дилогії «Балада про вершника на білому коні» (1980) та «Лицарі великої любові» (1987) письменник розгорнув широку панораму боротьби буковинців за кращу долю у другій половині XVII століття і реабілітував народного ватажка Мирона Дитинку, показавши, що це був не «розбійник», як твердили декотрі молдавські літописці, а достеменний лицар з благородними і високими пориваннями, великий і в любові до рідної землі, і в коханні до прекрасної подруги Артемії. Дилогію прихильно сприйнято як в Україні, так і за її межами. Досить сказати, що «Балада про вершника на білому коні» невдовзі після появи мовою оригіналу побачила світ у російському перекладі в Москві (разом з «Вироком», названим у публікації 1984 року «Приговор сыну Заратустры»), про неї захоплено писали в Канаді.
Ще глибші пласти буковинської історії, пов'язані з Шипинською землею XIV ст., художньо відкрив М. Івасюк для світу в романі «Турнір королівських блазнів» («Дзвін», 1994, № 5-6, окреме видання — 1997 р.). Але Михайло Григорович таки не побачив виданий окремою книгою роман.
На схилі віку письменник опублікував у журналі «Жовтень» (1988, № 9-10) повість «Монолог перед обличчям сина», якій належить особливе місце серед численних історико-біографічних творів минулого десятиріччя, бо то не просто повість-біографія, то повість-реквієм, пронизана щемливою батьківською любов'ю, як і поетичний цикл «Елегії для сина» та поема «Привиди».
У 80-ті — на початку 90-х років М. Івасюк звертається до теми Півночі, підказаної його вимушеним перебуванням на берегах Печори. Та якщо в романі «Пташка піднебесна» (1984), написаному на матеріалі життя лікарні, де працював автор, акцентовано на моментах людяності, то в романі «У царстві вертухаїв» (друкувалися фрагменти в періодиці) постає інша Північ — анти-людяна, жорстока, злочинна, доведена до такого стану більшовицьким режимом.
У здійсненій письменником літературній редакції ідуть на кону театрів п'єси С. Воробкевича та С. Яричевського. В доробку М. Івасюка-фольклориста сотні записаних і впорядкованих народних перлин, з яких склалися, зокрема, книги «Казки Буковини. Казки Верховини» (1968), «Чарівне горнятко» (1971), «Казки Буковини» (1973) та підготовлена до друку «Золота карета». Як літературознавець він опублікував десятки статей, видав великий том творів С. Воробкевича (1986), підготував аналогічну книгу С. Яричевського.